# Claude Dehombreux
Claude Dehombreux (Elsene, 14 oktober 1939 – Brussel , 31 december 2010) was een Belgisch roeier. Hij was tijdens de jaren zestig en zeventig van vorige eeuw een der beste skiffeurs die België ooit voortbracht. Hij was de absolute recordhouder aller tijden bij de nationale ereplaatsen roeien. Meer dan dertig overwinningen staan op zijn naam.
Hij nam als roeier deel aan 3 olympische spelen (1976 Montreal (1x), 1972 München(2x) en 1968 Ciudad de México(1x) en aan grote regatta en Europese en FISA – Wereldkampioenschappen. Hij werd daarbij voornamelijk begeleid door René Vingerhoet.
Tot ver in de jaren tachtig was hij een erg gewaardeerd teamgenoot van jong Vlaams en Brussels talent op Waalse langeafstandswedstrijden.